# Francisco
Francisco — перший у світі швидкісний пором, двигун якого має здатність використовувати як паливо зріджений природний газ (можливо зауважити, що першим в історії поромом на ЗПГ стало норвезьке судно Glutra).
Судно, передане замовнику у 2013 році, спорудили на верфі австралійської компанії Incat у Гобарті на острові Тасманія для аргентинської компанії Buquebus. Цей вантажо-пасажирський пором (судно класу RoPax) з метою досягнення високих швидкісних характеристик виконали за схемою катамарану з корпусом із алюмінію. Francisco призначили для здійснення рейсів у естуарії Ріо-де-Ла-Плата на лінії Буенос-Айрес (Аргентина) — Монтевідео (Уругвай). Місткість судна становить 1000 пасажирів та до 150 автомобілів. Швидкість становить 51,8 вузла при завантаженні та до 58 вузлів при пересуванні в баласті.
Важливою особливістю Francisco стала його енергетична установка, яка складається з двох газових турбін GE LM2500 потужністю по 22 МВт та двох водометів Wartsila LJX 1720 SR. Вона може використовувати як традиційні нафтопродукти, так і зріджений природний газ. В останньому випадку відбувається істотне зменшення шкідливих викидів (сполуки сірки, оксиди азоту, діоксид вуглецю).